# الفقیت
فقیت (در عربی:  الفقیت ) روستای کوچکی از توابع شهر دبا الفجیره در نوار ساحلی کرانهٔ دریای عمان از توابع امارت فجیره از امارات هفتگانه دولت امارات متحده عربی و در شبه جزیره عربستان واقع شده‌است.

## جمعیت
جمعیت آن ۶۵ نفر (۷ خانوار) می‌باشند که از اهل سنت و مالکی مذهب هستند.

## پیشهٔ مردم
شغل وپیشهٔ مردم این روستا ماهی‌گیری است، و تعداد محدودی نیز از مردم روستا در کارهای دولتی اشتغال دارند.